# کارولین ریبرو
کارولین ریبرو (به انگلیسی: Caroline Ribeiro) (زاده ۲۰ سپتامبر ۱۹۷۹) مدل برزیلی است.